# Gångart

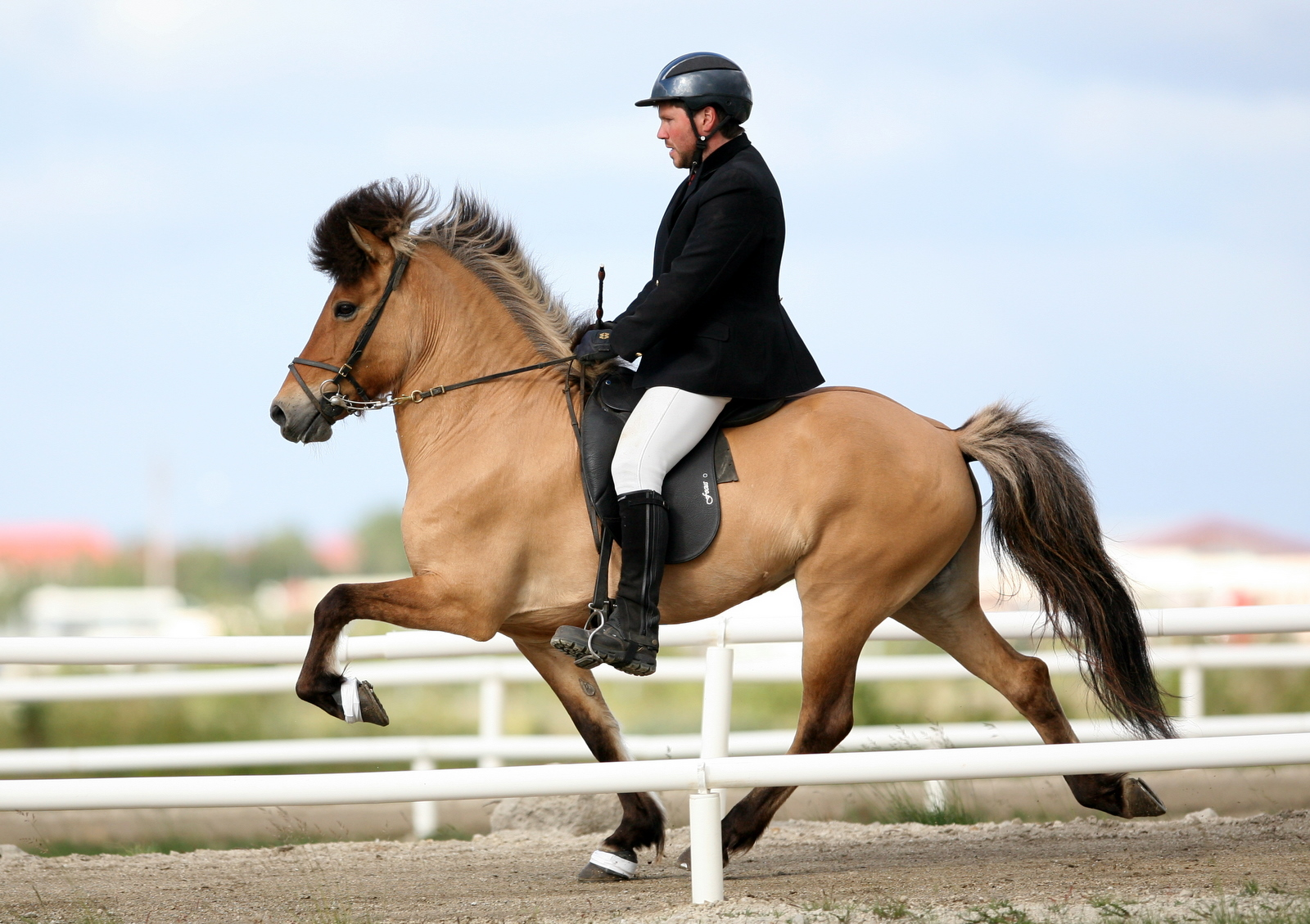
En islandshäst utför gångarten tölt.

Gångart är hästens naturliga sätt att röra sig: skritt, trav och galopp. 
Det finns dock ett flertal andra gångarter, såsom passgång och tölt som är vanligast hos Islandshästen. Men det finns även andra gångarter som är ovanligare och bara existerar hos några få raser t.ex. foxtrot hos Missouri fox trotter, Slowgait, Rack, Flat foot walk och Running walk. De hästraser som har fler eller andra gångarter än skritt, trav och galopp brukar kallas gångartshästar eller "gaited". För dessa arrangeras separata tävlingar och uppvisningar, oftast genom respektive rasorganisation.
Galoppen i kapplöpningssammanhang delas in i två olika gångarter, en samlad galopp (tretaktsgalopp) och en snabbare utsträckt galopp; kapplöpningsgalopp (fyrtaktsgalopp).

## Lista över gångarter

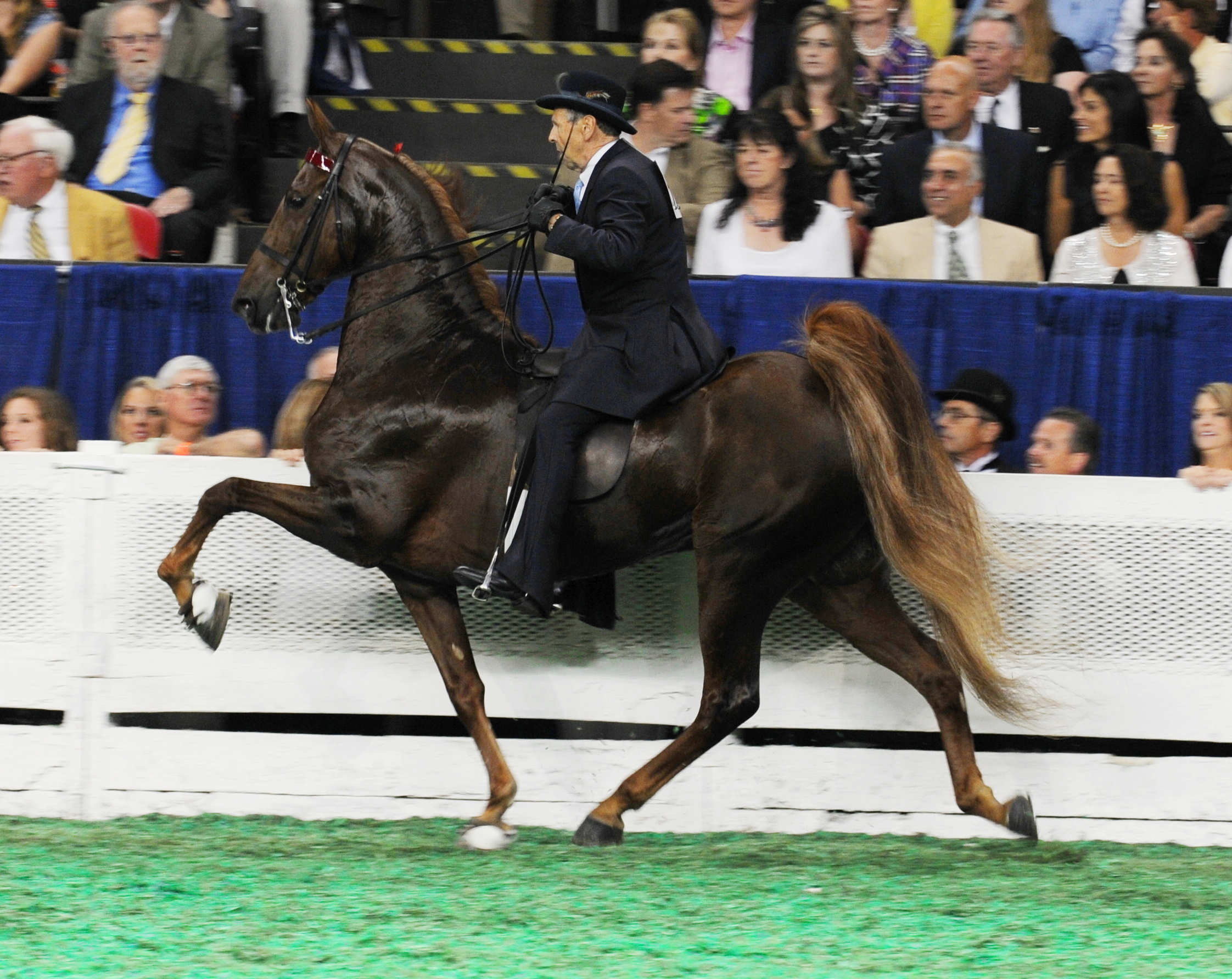
American saddlebred som springer i den snabba gångarten Rack, där hästen alltid har tre hovar i marken hela tiden.

- Animated Walk
- Classic fino
- Flat foot walk
- Foxtrot (gångart)
- Fyrsprång
- Galopp
- Huachano
- Marcha (gångart)
- Pasitrote
- Paso
- Passgång
- Rack (gångart)
- Rocking chair canter
- Running walk
- Show pleasure
- Skritt
- Sobreandando
- Slowgait
- Trav
- Tölt